# Tarphius depressus
Tarphius depressus là một loài bọ cánh cứng trong họ Zopheridae. Loài này được Gillerfors miêu tả khoa học năm 1985.